# Краснодарский (Прикубанский округ)
Краснода́рский — посёлок в Краснодарском крае России. Входит в городской округ города Краснодара. Находится в Калининском сельском округе в составе Прикубанского внутригородского округа, фактически являясь одним из северных микрорайонов Краснодара.

## География
Краснодарский расположен в северо-восточной части городского округа г. Краснодара, в 3 км от городской черты Краснодара.

## Население
| 2002 | 2010 |
| ---- | ---- |
| 703  | ↘681 |

Национальный состав
По данным Всероссийской переписи 2002 года, русские составили 93 % из всех 703 жителей посёлка.